# Christian Gottfried Flittner
Christian Gottfried Flittner (6. juni 1770 i Düben – 6. januar 1828 i Berlin) var en tysk læge og apoteker i Berlin. Under indtryk af den frisindede tidsholdning i Berlin skrev han flere populære bøger om seksualpædagogik, seksualoplysning og andre emner af almen interesse. 

## Biografi
Flittner blev født i Düben, en landsby mellem Leipzig og Wittenberg. Han studerede medicin, farmaci og filosofi i Leipzig. Han fik ansættelse som hjælpelærer ved den kongelige veterinærhøjskole i Berlin. I 1808 blev han assessor ved „Collegium Medico-Chirurgicum“, tilsynsmyndigheden for det preussiske sundhedsvæsen. 
Som apoteker og læge var han indehaver af ”Apotheke zum König Salomo” i Berlin, og desuden var han besidder af „Luisenbades“, et naturligt kurbad i den nordre udkant af byen, der var åbnet under navnet ”Friedrichs-Gesundbrunnen” i 1758. Gesundbrunnen er i dag en bydel i Berlin-Mitte. Flittner ejede derudover også boghandlerforretninger i Berlin, Frankfurt og Cottbus.

## Værker i udvalg
Flittner var en særdeles produktiv forfatter. Centrum og tyngde i hans forfattervirksomhed er tekster om seksualoplysning. I disse behandles ikke blot spørgsmål om anatomi, men også moralfilosofiske, retsvidenskabelige og etnologiske temaer udførligt. Værkerne blev delvist udgivet på eget forlag, nogle anonymt og med fiktivt sted for offentliggørelse. 
- Gynaeologie oder Das Geschlechtsleben in seinem ganzen Umfange. Eine phisiologische, historische und philosophische Darstellung. Berlin, Oehmigke dem Jüngeren, 1795-1803, i alt 20 bind. (da: Gynæologi eller sex-livet i dets hele omfang. En fysiologisk, historisk og filosofisk fremstilling. Da. overs.: ’’Gynæologie eller over Mødom, Samleie, og Ægteskab.’’ Kbh. 1798-1802, 13 bind. – Se afsnittet om danske oversættelser nedenf.) Flittners hovedværk, der kom i flere oplag og eftertryk.
- Anmuth und Schönheit aus den Misterien der Natur und Kunst für ledige und verheirathete Frauenzimmer. Berlin, Oehmigke, 1797. (da: ’’Ynden og skønheden i naturens og kunstens mysterier, for gifte og ugifte fruentimmere’.’ )
- Die Kunst mit Weibern glücklich zu sein, nach Göthe, Lafontaine, Rousseau und Wieland. Wien, Jos Gerold, 1800. (da: ’’Den kunst at leve lykkeligt med kvinder, efter Goethe, Lafontaine, Rousseau og Wieland.’’)
- Die physische Liebe der Lebendigen nebst ihren præludium. Ein Anhang zur Gynäologie. Rom, Giovane Tosoni. 1797. (da: ’’Den levende, fysiske kærlighed, og dennes forspil. Et tillæg til gynæologien.’’)
- Ueber die Kunst ein hohes Alter zu erreichen. Ein aufgelöstes Problem, wie der Begattungstrieb von seinem Erwachen an zu behandeln und bis zu seinem Verschwinden als Würze und Verlängerungsmittel des Lebens zu benutzen ist, mit Erörterung der wichtigsten hieher gehörigen Fragen. Berlin, eget forlag, 1798. (da: ’’Om kunsten at opnå at høj alder. Et uløst problem om hvordan den vågnende parringsdrift bør behandles og ved dens forsvinden at benytte den som krydderi og forlængelsesmiddel af livet. Med berøring af de vigtigste til emnet hørende spørgsmål.’’)
- Der vorsichtige Mädchenfreund oder die Kunst, sich vor der venerischen Anstekkung zu sichern, nebst Vorschlägen, durch Polizeianstalten die Lustseuche zu vertilgen. Berlin 1802. (da. Den forsigtige pigeven, eller kunsten at sikre sig mod veneriske smitter, med forslag til, ved hjælp af politiet at udslette syfilisen.’’ – se afsnit om danske oversættelser nedenf.)
- Weiberlist und Weiberrache in wahrhaften Begebenheiten aus der wirklichen Welt. Ein Seitenstück zum Buche „Adel der Weiblichkeit“. Berlin, Oehmigke, 1802. (da: ’’Kvindelist og kvindehævn i sande begivenheder fra den virkelige verden. Et sidestykke til bogen ”Kvindelig Adel.”’’)
- Heimlichkeiten oder Begattung und Fortpflanzung im Himmel und auf Erden. Berlin, Matzdorff, 1804/1805. (da: ’’Hemmeligheder, eller avling og forplantning i himlen og på jorden.’’)
- Das Orakel – ein tägliches Hülfsbuch zur Erinnerung merkwürdiger Nachrichten aus der Welt-, Erd-, Staaten- und Natur-Kunde für Gesellschaftsleben und Umgang. Berlin, Hayn, 1810. (da: "Oraklet – en hverdagshåndbog til erindring om bemærkelsesværdige begivenheder i Verdens-, Jord-, Stats- og Naturkundskaberne, for samfunds- og selskabslivet’’)
- Belehrungen über das Geheimnis der Zeugung des Menschen, für gebildete ernsthafte Menschen. Berlin, eget forlag, 1817. (da: ’’Læren om forplantningens hemmeligheder hos mennesket, for oplyste uddannede mennesker.’’)
- Talisman des Glücks oder der Selbstlehrer für alle Karten-, Schach-, Billard-, Ball und Kegel-Spiele. Berlin, Flittner´sche Buchhandlung, 1819. (da: ’’Lykkens talisman, eller selvlært kort-, skak-, billard-, kugle og keglespil.’’)
- Schutz und Rettung in Todesgefahr. Eine Sammlung königlich preußischer Verordnungen über die Behandlung Erfrorner, Ertrunkener usw. Ein Noth- und Hilfsbuch für jedermann. Berlin, eget forlag, 1825. (da: ’’Beskyttelse og redning i livsfare. En samling kongelige preussiske forordninger om behandling af forfrosne, fulde osv. En nød- og hjælpebog for enhver.’

## Pseudonymer
Grundet karakteren af Flittners værker, og det faktum er der trods frisindede vinde i tiden var grænser for, hvad de offentlige myndigheder ville tolerere på skrift, gjorde, at mange af Flittners værker enten udkom anonymt, uden forfatterangivelse og forlag, for at omgå censuren, eller udkom under pseudonym. Dertil kom, at samtiden yndede brugen af forfatterpseudonymer. Flittner benyttede sig af en hel række forskellige alias’er: 
- Abel, Just
- Abel, Justus
- Abenstein, G. W. /von
- Berga, Adolph J. T. /von
- Berga, Friederike K. L. /von
- Berga, Adolf Julius Theodor /von
- Berga, Friederike Karoline Luise /von
- Campe, Ehrgott
- Campe, Ehregarte
- Düben, C. G. F. /von
- Düben, G. F. /von
- Fielding, Adolf Julius Theodor
- Filding, Julius T.
- Flitner, C.
- Flitner, Christian G.
- Flittner, Christian G.
- Flittner, Christian W.
- Freudenberg, Julius Augustus
- Freudenberg, J. A.
- Frietel, J. G.
- Funke, Adolf Julius Theodor
- Jung, F. W.

## Dansk seksualoplysning i oplysningstiden
Perioden sidst i 1700-tallet, var også i Danmark både politisk og kunstnerisk en brydningstid mellem oplysningstiden og romantikken. Politisk blev perioden domineret af "revolutionen" i styret under Struensee og den senere reaktion under Guldberg. 
Den frisindede, ”oplyste” holdning til tidens samfundsspørgsmål blandt befolkningens højere samfundslag, og den nære tilknytning til Tyskland, både geografisk og via de mange tyskfødte ansatte i statens tjeneste, gjorde det muligt (i hvert fald formelt), takket være Trykkefriheden at diskutere emner, der før havde været utilladelige, på skrift og i tale. 
Dette gjaldt både politiske såvel som mere private anliggender. Perioden i Danmark ca. 1770-1810 var bl.a. repræsenteret af adskillige kunstnere, der med oplysningen som fakkel i hånden søgte at skabe en mere liberal og almen dannelse af de bredere klasser. 
Man kan nævne forfattere (mænd især, for friheden omfattede som udgangspunkt ikke kvinder, tyende m.fl.) som Pram, Riegels, Tode og ikke mindst P. A. Heiberg, der selv blev offer for indskrænkningerne i friheden sidst i perioden. En prominent kvinde i sin egen ret var f.eks. Charlotte Dorothea Biehl. 
Frisindet havde derfor nogenlunde gode kår i disse år, men allerede i de første årtier af 1800-tallet ændrede holdningen og tonen sig mærkbart, både i samfundet og fra officielt hold. Da Danmark gik ind i sin såkaldte guldalder, var det slut med at tale direkte om seksuelle emner, og den efterfølgende periode var derfor lige så stærkt præget af bonerthed generelt, som den foregående havde været af tolerance og frisind.
Det er derfor ikke helt så overraskende, at Flittners skrifter er blevet læst og endda oversat til dansk (delvis anonymt). Det er dog ganske givet, at disse værker kun har været tilgængelige for en mindre kreds af ”oplyste og forstandige” borgere (og formentlig i princippet uden undtagelse mændene). Der kunne her i landet ikke være tale om, at ”gemene folk” fik adgang til den slags følsomme oplysninger, selv ikke i årtierne omkring og efter den Den Franske Revolution. 
Da der ikke fandtes ret mange egentlige, alment medicinske vejledninger på kønslivets felt (i hvert fald ikke videre seriøse), og seksualoplysning og viden om samme, mildest talt var ikke-eksisterende, i bedre fald enten patroniserende eller i værre baseret på tilfældige erfaringer og gisninger, ligesom der kun eksisterede ganske få præventionsmetoder og effektive behandlinger mod kønssygdomme, kunne Flittners værker fylde et stort tomrum på området, hvilket også gør de fleste af hans udgivne bøger til pionérværker i Europa, både hvad angår vidensdeling indenfor området og forholdet kønnene imellem. 
Det er ikke hele Flittners forfatterskab, der foreligger i dansk oversættelse, men dog et ret stort udvalg, bl.a. hans hovedværk, Gynæologi. Ordet ligger tæt op af det begreb vi i dag betegner gynækologi, men betydningen er mere omfattende, hvilket også ligger i selve ordet – det er viden om kvinden, og i denne sammenhæng underforstået som læren om især kønslivet mellem mand og kvinde, altså seksualoplysning eller sexologi. 
Noget tyder da også på, at værkerne er blevet taget meget seriøst af adskillige oplyste mænd. Dette ses f.eks. af den perlerække af oversættere fra samtiden, der påtog sig at publicere Gynæologi på dansk, og som dermed har været med til at udbrede en sundere holdning til seksualiteten blandt borgerskabet i Danmark i den sidste del af oplysningstiden. Desværre foreligger der endnu ikke egentlige moderne akademiske studier af Flittners værker, eller deres betydning for danske samfundsforhold, og særligt om seksualpraksis i perioden.
I ugeskriftet Politivennen fik den i nr 241, fra [4 December] 1802 (s. 3849-3850) en meget hård medfart. Værkets indhold blev betegnet som mere skadelig end rottegift, et "liderlighedsværk", og trykkeforordningen foreslået som middel til at få det ud af handelen. Det fremgår også at en hr Pelt fremstillede et "kraftekstrakt" som "sikkert vil ødelægge manges uskyldighed, sundhed og lykke!"

## Danske og nordiske oversættelser
Trods den på papiret delvis anonyme oversættelse af Flittners Gynæologi, er det ikke helt tilfældige der har oversat værkerne, men derimod kendte personligheder som Knud Lyne Rahbek, Rasmus Frankenau og Johan Frederik Bergsøe, desværre er det indledende kolorerede stik (ung pige med due) usigneret, og kunstneren er derfor indtil videre ukendt. 
Bemærk udgivelseshorisonten for værket, der er temmelig kaotisk og hulter til bulter. I 1798 er der endnu delvis trykkefrihed, men denne indskrænkes kraftigt året efter, ved Trykkefrihedsforordningen af 1799. Alle værkets oprindelige 20 dele på tysk har muligvis været planlagt til oversættelse og udgivelse, men i 1802 er man uden videre standset ved 13. del. Værket ses averteret i Brummers forlagskatalog fra perioden med enkeltvise bind.
Følgende værktitler i tilstræbt kronologisk orden af Christian Gottfried Flittner er oversat til dansk (oplysningerne er sammenstykket ud fra Det Kongelige Biblioteks beholdning):
- Gynæologie eller over Møedom, Samleie og Ægteskab (Brummers Forlag, Trykker Zacharias Breum.), København 1798-1802.

- 1. Deel: Den krænkede og ukrænkede Møedoms Tegn og Værd. Efter physiologiske, moralske, og Nationalbegreber. 1798.
- 2. Deel: Samleiet. Et physiologisk, historisk og philosophisk Skilderie. 1. Deel. 1798.
- 3. Deel: Over Konsten at opnae en høi Alder. Et opløst Problem, hvorledes Parringsdrivten bør behandles, fra dens Opvaagnelse til dens Ophør, og benyttes til at forsøde og forlænge Livet, med Besvarelse paa de vigtigste herhen hørende Spørgsmaale. 1799.
- 4. Deel: Ynde og Skiønhed af Konstens og Naturens Mysterier for givte og ugivte Fruentimmere. 1799.
- 5. Deel: Elskovs Fest eller Bryllups-Skikke hos forskiellige ældre og nyere Nationer.' 1799.
- 6. Deel: Ægtebaandet. 1. Deel. 1800
- 7. Deel: Ægtebaandet af Natur- og Borgerstandens Archiv. 2. Deel. Moralsk Ægtestandscodex. 1800.
- 8. Deel: Samleiet et physiologisk, historisk og philosophisk Skilderie. 2. Deel. 1800.
- 9. Deel: Samleiet. Et physiologisk, historisk og philosophisk Malerie. 1. Deel. 1800.
- 10. Deel: Do. 2. Deel. Kbh. 1801
- 11. Deel: Den Kunst at være lykkelig med Mænd, efter Goethe, Lafontaine, Wieland og J.J. Rousseau. 1802.
- |13. Deel: Om Sædvædskerne og Fosterets Dannelse. Kbh. 1802

- Erfaringer og Midler, ved hvilke man kan avle skiønne, sunde og med gode Anlæg begavede Børn. Af det Tydske. (Uden forf. eller overs.) Kbh. 1796.

- Medicinsk diætetisk Brudegave for Nyegifte og for Ynglinge og Piger, som ere i Begreb med at træde ind i Ægtestanden, udgiven af en praktisk Læge, oversadt ved Johan Wilhelm Fischer. Kbh. 1797.

- Æskulap eller Lægen i Venus' Tempel, en Nød- og Hjelpebog for Glædespiger og deres Kunder, oversat af det Tydske. (uden oversætter. F. Møller?). Kbh. 1799.

- Over Konsten at opnaae en høi Alder, et opløst Problem, hvorledes Parringsdrivten bør behandles fra dens Opvaagnelse til dens Ophør (overs. af Rasmus Frankenau). Kbh. 1799.

## Svensk oversættelse af Gynæologien
Gynæologien udkom også på svensk, samtidig med den tyske original og den danske oversættelse, in:
- Gynäologie, eller Läran och historien om älskogs-driften, så wäl hos människjor, som hos djur. Öfwersätning ifrån tyskan. Trykt hos Nordström/Zetterberg/Holmberg (?), Stockholm. Bd. 1-15. 1798-1804.

Redaktør og udgiver var Carl Christoffer Gjörwell (1731-1811), medarbejder Johann Christian Siede (1765-1806) og oversætter og medarbejder Johan Adolf Stechau (1746-d. efter 1795).

## Øvrige oversættelser
Ved gennemgang af online-kataloger for de førende stats- og nationalbiblioteker i verden, synes der ikke at være foretaget yderligere oversættelser af Flittners værker til andre sprog end tysk og skandinavisk (dansk/svensk). Dette er i og for sig bemærkelsesværdigt, da man med en vis ret kunne forvente oversættelser af disse populære titler til f.eks. engelsk, fransk og italiensk. Langt de fleste udgaver er enten tyske og/eller fra tysksprogede nabolande, hvad enten trykkested angiver t.eks. Venedig eller andre anonymer. 

## Eksterne links
- Goethe-tidsportal: omfangsrigt site med biografier, tekster, illustrationer etc.